# Netlink
Netlink je programové rozhraní linuxového jádra  pro meziprocesovou komunikaci mezi jádrem a procesy uživatelského prostoru. Jedná se o soketové rozhraní, přesněji o rozhraní unixových soketů, které je na rozdíl od síťových soketů určeno pro komunikaci v rámci jednoho počítače. K adresaci tak typicky používá číslo procesu.
Svou funkcí je Netlink nástupcem ioctl, oproti kterému má být flexibilnější. Je detailně popsán v RFC 3549.
Jako součást jádra Linuxu je Netlink naprogramován v Céčku a je uvolněn pod licencí GNU GPL. Soketové rozhraní Netlink je součástí jádra od verze 2.2, v dřívějších podverzích řady 2.0 byl Netlink zaváděn jako rozhraní používající soubor zařízení.
Mezi typická použití Netlinku patří řízení firewallu, filtrace paketů a logování.